# Boštetje
Boštetje – wieś w Słowenii, w gminie Velike Lašče. W 2018 roku liczyła 12 mieszkańców.